# 川西龍三
川西龍三（1892年2月20日—1955年1月24日）乃日本川西財閥第二代總裁，曾任川西機械製作所、川西航空機社長，也是新明和工業創辦人。由於在第二次世界大戰期間設計開發紫電改戰鬥機，戰後被盟軍駐日總司令部（GHQ）指定不得擔任公職。

## 生平簡歷
1892年2月20日川西龍三生於兵庫縣神戶市須磨區，為川西清兵衛之次男，兄為川西清司。自姬路中學校（今兵庫縣立姬路西高等學校）畢業後，考上慶應義塾大學理財科。大學畢業後進入中島知久平和父親合營的「日本飛機製作所」（中島飛機前身）工作，學習設計製造飛機；大學同學坂東舜一也在同期加入該公司。
1920年（大正9年）生父清兵衛另創川西機械製作所，龍三以29歲之姿當上社長，同時挖角坂東舜一。1928年（昭和3年）川西機械製作所將飛機製造部門獨立成川西航空機，相較於三菱重工業、川崎航空機，雖然該公司規模較小，但專精於設計製造水上飛機、飛行艇等產品。
1941年12月7日日本發動珍珠港事件，揭開大東亞戰爭的序幕，川西聘請原海軍航空技術廠長前原謙治擔任副社長一職。在後者的主持下，菊原靜男、關口義男等技術人員積極研發陸上飛機以便向海軍提案，於是在1940年（昭和15年）完成製造167架二式飛行艇，更在3年後完成紫電改戰鬥機。隨著戰況持續惡化，川西航空機各地工廠遭受美軍空襲轟炸，甚至幾近全毀。二戰結束，GHQ下令該公司解散，身為社長的川西龍三也被公職追放（指定不得擔任公職）。
解除「公職追放」後，川西當選八東町議會議員，為八東町（今鳥取縣八頭郡八頭町）奉獻心力；並於1949年（昭和24年）創設新明和興業（今新明和工業）。1955年1月24日川西龍三去世，享壽62歲，死後追贈旭日單光章
。

## 家族
- 妻：橋本幸子
- 長子：川西甫（曾任新明和工業取締役）
- 次子：川西龍彌（大和製衡公司社長）
- 長女：川西美子（嫁至住友電氣工業取締役住友義輝）

## 內部連結
- 川西清兵衛
- 川西航空機（日语：川西航空機）
- 紫電改
- 新明和工業

## 外部連結
- （日語）川西竜三の死 （页面存档备份，存于）
- （日語）川西記念新明和教育財団 （页面存档备份，存于）